# Guangxi
Guangxi, de nom sencer Regió Autònoma Guangxi Zhuang és una regió autònoma per a l'ètnia Zhuang de la República Popular de la Xina. "Guang" vol dir "expansió", i s'associa la regió a la Dinastia dels Jin orientals. "Guangxi" i la veïna Guangdong volen dir literalment "Guang Oriental" i "Guang Occidental". Juntes, Guangdong i Guangxi eren nomenades "Dos Guangs" (两广 Liǎng Guǎng). L'abreviació de la província és 桂 (Gui), que prové de Guilin, la principal ciutat de la regió. Limita amb Yunnan a l'oest, Guizhou al nord, al nord-est amb Hunan, al sud-est amb Guangdong i amb Vietnam al sud-oest.

## Població
La qualificació de regió autònoma se li va concedir, ja que l'ètnia majoritària en Guangxi és la dels zhuang. Un 90% dels membres d'aquesta ètnia viuen en la regió. Aquesta qualificació permet als habitants de la zona no estar subjectes a algunes lleis, com la del control de natalitat i afavoreix la promoció de la llengua i la cultura de les ètnies minoritàries.

## Divisió administrativa
Guangxi es divideix en 14 prefectures, 56 comtats, 34 districtes, 12 comtats autònoms i 7 comtats municipals.
- Chongzuo (崇左市)
- Baise (百色市)
- Beihai (北海市)
- Fangchenggang (防城港市)
- Guigang (贵港市)
- Guilin (桂林市)
- Hechi (河池市)
- Hezhou (贺州市)
- Laibin (来宾市)
- Liuzhou (柳州市)
- Nanning (南宁市)
- Qinzhou (钦州市)
- Wuzhou (悟州市)
- Yulin (玉林市)

## Història
Guangxi va entrar a formar part de la Xina unificada en l'any 214 aC. Va patir invasions per part de l'exèrcit del Vietnam en els segles XI i XV encara que ràpidament va ser reconquistada per les tropes xineses. En el segle xix, es va establir en la regió el Regne Celestial Taiping, un moviment polític format per camperols descontents, fundat per Hong Xiuquan. La rebel·lió dels camperols es va estendre per altres regions i va mantenir en escac a l'exèrcit imperial fins a 1864.

## Personatges il·lustres
- Huang Xianfan (1899-1982), un dels antropòlegs xinesos més importants.